# Branco letal
Lethal White é o quarto livro da série Cormoran Strike, escrita pela britânica J. K. Rowling, sob o pseudônimo de Robert Galbraith. O livro foi lançado no Reino Unido em 18 de setembro de 2018, em 2021 em Portugal e, no Brasil, foi lançado dia 11 de maio de 2019 sob o título de Branco Letal.

## Sinopse
Quando Billy, um jovem perturbado, procura uma ajuda específica, Cormoran Strike na investigação de um crime que representa a criança, Strike fica literal apreensivo. Embora a Billy tenha tido alguns transtornos mentais e não se lembre de detalhes concretos, há um pouco de sinceridade em seu relato. Porém, antes que Strike possa fazer mais do que um fundo, Billy sai correndo do escritório, em pânico.
Tentando desvendar a história de Billy, Strike e Robin Ellacott - a sua onda, agora a sua progênie - as pistas se confundem com as sombras das Londres, para uma área reservada e escondida dentro do Parlamento e para uma mansão bela e sinistra na zona rural.
Em meio a essa investigação, a vida pessoal de Strike está longe de ser calma: sua nova fama como detetive particular o impede de operar em segredo, como antes. Além disso, seu relacionamento com uma assistente está mais pesado do que nunca - Robin agora tem valor inestimável para os negócios de Strike, mas é uma relação pessoal entre eles é muito, muito mais complicada.

## Personagens

### Principais
- Cormoran Strike é um investigador particular para baixo-em-sua-sorte. Ele tem poucos clientes, uma grande dívida, e é obrigado pelo recente rompimento com sua namorada para mover-se em seu escritório em Denmark Street. Ele perdeu a perna na guerra do Afeganistão.
- Robin Venetia Ellacott, é sócia-detetive de Strike, está recém casada com Matthew. Ela está entusiasmada para voltar ao trabalho de detetive e é muito inteligente e competente.

### Secundários
- Billy é um jovem perturbado com transtornos mentais.

## Adaptação
JK Rowling confirmou que "Lethal White" será adaptado como parte da série de televisão (BBC One), estrelada por Tom Burke e Holliday Grainger.
Em 10 de dezembro de 2014, foi anunciado que o livro de "Cormoran Strike" deve ser adaptado como uma série de televisão para BBC One, começando com The Cuckoo's Calling ("O Chamado do Cuco"). Rowling mesmo fará o roteiro e também irá colaborar no projeto. O números de episódios foram decididos dois anos mais tarde; apenas 7, ao total.
O site especializado em produção de televisão, cinema e comerciais The Knowledge afirma que as gravações de Cormoran Strike irão se iniciar em Londres no outono britânico, que vai de setembro a novembro de 2016.
De acordo com o site, a série, baseada nos romances de J.K. Rowling (escritos sob o pseudônimo de Robert Galbraith), terá sete episódios de sessenta minutos cada, que cobrirão os três primeiros livros – e os únicos lançados – sobre o detetive Cormoran Strike e sua assistente, Robin. No entanto, isso acaba levantando a questão se, na verdade, será somente uma minissérie, ou se, como Sherlock, ela terá temporadas esporádicas.
Sarah Phelps, que adaptou Morte Súbita para a televisão, também será responsável pela adaptação de O Chamado do Cuco, enquanto que Ben Richards terá a tarefa de adaptar O Bicho-da-Seda. Vocação Para o Mal ainda não tem um(a) roteirista.
Com a aproximação das filmagens, é de se esperar que, muito logo, teremos os atores que irão fazer parte do elenco! Talvez com um anúncio oficial da BBC também teremos esclarecimentos sobre a confusão da duração.
A série é produzida pela Brontë Film and Television, produtora independente fundada por Rowling e seu agente, Neil Blair. Ambos servirão como produtores-executivos ao lado de Ruth Kenley-Letts e Lucy Richer. A direção é de Julian Farino.
Após a confirmação de que Tom Burke e Holliday Grainger estrelariam juntos em "Cormoran Strike" (novo nome para The Cormoran Strike Mysteries e The Strike Series), as primeiras imagens da série foram divulgadas nas redes sociais.